# Anthospermum ericifolium
Anthospermum ericifolium là một loài thực vật có hoa trong họ Thiến thảo. Loài này được (Licht. ex Roem. & Schult.) Kuntze mô tả khoa học đầu tiên năm 1898.